# 安民街道 (马鞍山市)
安民街道，是中华人民共和国安徽省马鞍山市雨山区下辖的一个乡镇级行政单位。

## 行政区划
安民街道下辖以下地区：
花园社区、鹊桥社区、鸳鸯社区、孙底社区和映翠社区。